# Piriforme

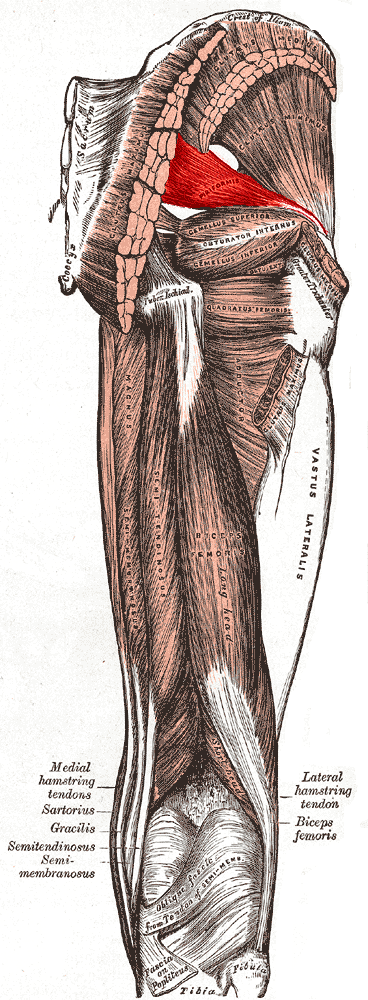
Localização do músculo piriforme.

O músculo piriforme, com inserção proximal na face anterior do sacro e inserção distal no trocânter maior do fêmur, faz rotação externa, extensão e abdução do quadril (coxofemural). Estende-se por baixo do glúteo máximo e se prende ao trocânter ao lado e posteriormente ao glúteo mínimo, por esse motivo não é palpável.
Sua hipertrofia pode afetar o nervo ciático que passa por baixo deste músculo, e em alguns casos, havendo uma variação anatômica do músculo piriforme, o nervo ciático ou isquiático pode passar entre as fibras do músculo piriforme causando assim a síndrome do piriforme. É muito comum confundir síndrome do piriforme com lesão do nervo ciático. Alguns sintomas da síndrome são dores ao longo da parte inferior da coxa, muitas das vezes quando o indivíduo está sentado e se levanta, porém passa em alguns segundos. O simples ato de tossir ou espirrar fazem com que haja contração do músculo e, com isso, uma possível dor momentânea. Alguns métodos de alongamento são indicados no tratamento, juntamente com acompanhamento médico e Fisioterapeutico.